# OR13C2
OR13C2 (англ. Olfactory receptor family 13 subfamily C member 2) – білок, який кодується однойменним геном, розташованим у людей на короткому плечі 9-ї хромосоми. Довжина поліпептидного ланцюга білка становить 318 амінокислот, а молекулярна маса — 35 694.
| 10         |  | 20         |  | 30         |  | 40         |  | 50         |
| ---------- |  | ---------- |  | ---------- |  | ---------- |  | ---------- |
| MEWENHTILV |  | EFFLKGLSGH |  | PRLELLFFVL |  | IFIMYVVILL |  | GNGTLILISI |
| LDPHLHTPMY |  | FFLGNLSFLD |  | ICYTTTSIPS |  | TLVSFLSERK |  | TISLSGCAVQ |
| MFLGLAMGTT |  | ECVLLGMMAF |  | DRYVAICNPL |  | RYPIIMSKDA |  | YVPMAAGSWI |
| IGAVNSAVQS |  | VFVVQLPFCR |  | NNIINHFTCE |  | ILAVMKLACA |  | DISDNEFIML |
| VATTLFILTP |  | LLLIIVSYTL |  | IIVSIFKISS |  | SEGRSKASST |  | CSAHLTVVII |
| FYGTILFMYM |  | KPKSKETLNS |  | DDLDATDKII |  | SMFYGVMTPM |  | MNPLIYSLRN |
| KDVKEAVKHL |  | LNRRFFSK   |  |            |  |            |  |            |

A: Аланін

C: Цистеїн

D: Аспарагінова кислота

E: Глутамінова кислота

F: Фенілаланін

G: Гліцин

H: Гістидин

I: Ізолейцин

K: Лізин

L: Лейцин

M: Метіонін

N: Аспарагін

P: Пролін

Q: Глутамін

R: Аргінін

S: Серин

T: Треонін

V: Валін

W: Триптофан

Кодований геном білок за функціями належить до рецепторів, g-білокспряжених рецепторів, білків внутрішньоклітинного сигналінгу. 
Локалізований у клітинній мембрані, мембрані.